# Mistrovství světa v biatlonu 2020 – smíšený závod dvojic
Smíšený závod dvojic na Mistrovství světa v biatlonu 2020 se konal ve čtvrtek 20. února v lyžařském středisku Südtirol Arena jako osmý závod šampionátu. Start proběhl v 15.15 hodin středoevropského času. Do soutěže nastoupilo celkem 30 dvojic.
Obhájcem titulu byla norská dvojice Marte Olsbuová a Johannes Thingnes Bø, kteří dokázali vítězství obhájit. Stříbro získali zástupci Německa Franziska Preussová a Erik Lesser. Na třetím místě dojeli Anaïs Bescondová a Émilien Jacquelin reprezentující Francii.

## Výsledky
| Pořadí                                                            | č. | biatlonisté                                                                                              | střelba (L+S)                        | čas                                     | ztráta  |
| ----------------------------------------------------------------- | -- | --- | ------------------------------------ | --------------------------------------- | ------- |
| Zlatá medaile                                                     | 6  | Norsko Marte Olsbuová Røiselandová Johannes Thingnes Bø Marte Olsbuová Røiselandová Johannes Thingnes Bø | 34:19.9 8:17.7 7:32.1 8:15.1 10:15.0 | 0+2 0+4 0+1 0+0 0+1 0+3 0+0 0+1 0+0 0+0 |         |
| Stříbrná medaile                                                  | 4  | Německo Franziska Preussová Erik Lesser Franziska Preussová Erik Lesser                                  | 34:37.5 8:28.5 7:16.2 8:16.7 10:36.1 | 0+1 0+4 0+0 0+1 0+0 0+2 0+1 0+0 0+0 0+1 | +17.6   |
| Bronzová medaile                                                  | 1  | Francie Anaïs Bescondová Émilien Jacquelin Anaïs Bescondová Émilien Jacquelin                            | 34:49.7 8:23.9 7:38.1 8:21.0 10:26.7 | 0+3 0+1 0+0 0+0 0+2 0+1 0+1 0+0 0+0 0+0 | +29.8   |
| 4.                                                                | 3  | Švédsko Hanna Öbergová Sebastian Samuelsson Hanna Öbergová Sebastian Samuelsson                          | 34:55.1 8:23.3 7:38.0 8:07.8 10:46.0 | 0+1 0+6 0+0 0+1 0+1 0+1 0+0 0+2         | +35.2   |
| 5.                                                                | 9  | Švýcarsko Lena Häckiová Benjamin Weger Lena Häckiová Benjamin Weger                                      | 35:00.5 8:19.0 7:24.2 8:21.6 10:55.7 | 0+5 0+4 0+2 0+0 0+0 0+1 0+1 0+1 0+2 0+2 | +40.6   |
| 6.                                                                | 7  | Rakousko Lisa Hauserová Simon Eder Lisa Hauserová Simon Eder                                             | 35:14.4 8:26.7 7:28.8 8:40.3 10:38.6 | 0+3 0+1 0+0 0+1 0+0 0+0 0+3 0+0 0+0 0+0 | +54.5   |
| 7.                                                                | 11 | Rusko Larisa Kuklinová Matvej Jelisejev Larisa Kuklinová Matvej Jelisejev                                | 35:20.4 8:36.3 7:28.1 8:34.4 10:41.6 | 0+4 0+2 0+1 0+1 0+0 0+1 0+2 0+0 0+1 0+0 | +1:00.5 |
| 8.                                                                | 8  | Kanada Emma Lunderová Scott Gow Emma Lunderová Scott Gow                                                 | 35:23.3 8:31.9 7:25.1 8:20.1 11:06.2 | 0+5 0+2 0+2 0+0 0+0 0+0 0+1 0+2         | +1:03.4 |
| 9.                                                                | 13 | Itálie Dorothea Wiererová Lukas Hofer Dorothea Wiererová Lukas Hofer                                     | 35:35.2 8:47.6 7:17.4 8:34.4 10:55.8 | 0+4 1+9 0+3 0+2 0+0 0+2 0+0 1+3 0+1 0+2 | +1:15.3 |
| 10.                                                               | 5  | Ukrajina Anastasija Merkušinová Dmytro Pidručnyj Anastasija Merkušinová Dmytro Pidručnyj                 | 35:47.1 8:40.2 7:17.2 8:37.0 11:12.7 | 0+6 0+2 0+0 0+1 0+1 0+0 0+2 0+0 0+3 0+1 | +1:27.2 |
| 11.                                                               | 12 | USA Susan Dunkleeová Sean Doherty Susan Dunkleeová Sean Doherty                                          | 35:59.4 8:45.6 7:51.6 8:23.3 10:58.9 | 1+6 0+3 1+3 0+0 0+2 0+2 0+0 0+1 0+1 0+0 | +1:39.5 |
| 12.                                                               | 2  | Estonsko Regina Ojaová Rene Zahkna Regina Ojaová Rene Zahkna                                             | 36:02.6 8:34.4 7:28.1 8:50.2 11:09.9 | 0+6 0+3 0+0 0+0 0+2 0+1 0+2 0+0 0+2 0+2 | +1:42.7 |
| 13.                                                               | 18 | Japonsko Fuyuko Tačizakiová Mikito Tačizaki Fuyuko Tačizakiová Mikito Tačizaki                           | 36:07.9 8:39.7 7:27.1 8:40.7 11:20.4 | 0+0 0+5 0+0 0+1 0+0 0+0 0+0 0+1 0+0 0+3 | +1:48.0 |
| 14.                                                               | 16 | Česko Markéta Davidová Michal Krčmář Markéta Davidová Michal Krčmář                                      | 36:19.5 9:09.0 7:53.8 8:38.2 10:38.5 | 0+5 1+7 0+1 1+3 0+2 0+3 0+1 0+1 0+1 0+0 | +1:59.6 |
| 15.                                                               | 10 | Bělorusko Hanna Solová Mikita Labastau Hanna Solová Mikita Labastau                                      | 36:31.5 8:49.4 7:45.4 8:42.8 11:13.9 | 0+6 0+7 0+2 0+3 0+0 0+3 0+3 0+1 0+1 0+0 | +2:11.6 |
| 16.                                                               | 15 | Jižní Korea Anna Frolinová Timofej Lapšin Anna Frolinová Timofej Lapšin                                  | 36:32.5 9:08.6 7:15.1 9:14.5 10:54.3 | 1+9 0+5 0+3 0+2 0+1 0+0 1+3 0+2 0+2 0+1 | +2:12.6 |
| 17.                                                               | 24 | Lotyšsko Baiba Bendiková Andrejs Rastorgujevs Baiba Bendiková Andrejs Rastorgujevs                       | 36:44.0 8:57.3 7:19.4 9:19.0 11:08.3 | 1+5 0+9 0+1 0+3 0+0 0+1 1+3 0+2 0+1 0+3 | +2:24.1 |
| 18.                                                               | 14 | Polsko Kamila Żuková Andrzej Nędza-Kubiniec Kamila Żuková Andrzej Nędza-Kubiniec                         | 36:52.2 8:48.1 8:06.1 8:39.7 11:18.3 | 0+6 0+5 0+2 0+0 0+3 0+3 0+0 0+1 0+1 0+1 | +2:32.3 |
| 19.                                                               | 23 | Slovinsko Nika Vindišarová Alex Cisar Nika Vindišarová Alex Cisar                                        | 36:59.0 8:47.3 7:33.4 9:19.4 11:18.9 | 0+4 0+2 0+2 0+0 0+0 0+0 0+2 0+2 0+0 0+0 | +2:39.1 |
| 20.                                                               | 27 | Belgie Lotte Lieová Florent Claude Lotte Lieová Florent Claude                                           | 37:04.4 8:55.9 7:40.1 8:51.7 11:36.7 | 1+4 0+1 0+0 0+0 0+1 0+0 0+0 0+0 1+3 0+1 | +2:44.5 |
| 21.                                                               | 22 | Čína Tang Jialin Cheng Fangming Tang Jialin Cheng Fangming                                               | 37:06.8 8:44.3 7:43.8 9:05.2 11:33.5 | 0+1 1+8 0+0 0+1 0+1 0+2 0+0 0+2 0+0 1+3 | +2:46.9 |
| 22.                                                               | 17 | Kazachstán Galina Višněvská Vladislav Kireyev Galina Višněvská Vladislav Kireyev                         | 37:31.4 8:54.6 7:49.7 8:39.5 12:07.6 | 0+6 0+5 0+2 0+1 0+0 0+2 0+1 0+0 0+3 0+2 | +3:11.5 |
| 23.                                                               | 26 | Finsko Mari Ederová Tero Seppälä Mari Ederová Tero Seppälä                                               | LAP 8:30.2 8:15.8 9:08.1             | 1+7 3+7 0+1 0+0 0+1 2+3 0+2 1+3 1+3 0+1 | 92      |
| 24.                                                               | 21 | Litva Natalija Kočerginová Karol Dombrovski Natalija Kočerginová Karol Dombrovski                        | LAP 9:08.7 7:46.3 9:04.0             | 1+7 1+8 0+1 0+2 0+2 0+1 0+1 0+2 1+3 1+3 | 93      |
| 25.                                                               | 20 | Bulharsko Maria Zdravkovová Anton Sinapov Maria Zdravkovová Anton Sinapov                                | LAP 9:30.5 7:56.4 9:25.8             | 0+9 0+2 0+3 0+0 0+2 0+1 0+1 0+1 0+3     | 94      |
| 26.                                                               | 19 | Slovensko Veronika Machyniaková Tomáš Hasilla Veronika Machyniaková Tomáš Hasilla                        | LAP 9:54.7 7:55.2                    | 0+4 0+2 0+1 0+1 0+2 0+0 0+1 0+1         | 95      |
| 27.                                                               | 25 | Rumunsko Enikő Mártonová George Coltea Enikő Mártonová George Coltea                                     | LAP 10:04.8 8:35.6                   | 2+6 0+1 1+3 0+0 1+3 0+1 0+0             | 96      |
| 28.                                                               | 28 | Chorvatsko Nika Blaženićová Krešimir Crnković Nika Blaženićová Krešimir Crnković                         | LAP 9:59.6 8:51.6                    | 0+1 1+5 0+0 0+2 0+1 1+3 0+0             | 97      |
| 29.                                                               | 30 | Maďarsko Sára Pónyová Dávid Panyik Sára Pónyová Dávid Panyik                                             | LAP 10:34.8                          | 0+0 1+5 0+0 1+3 0+0 0+2                 | 98      |
| 30.                                                               | 29 | Spojené království Amanda Lightfootová Vinny Fountain Amanda Lightfootová Vinny Fountain                 | LAP 10:09.2                          | 2+6 1+5 1+3 0+2 1+3 1+3                 | 99      |
| Zdroj: Č. – startovní číslo týmu, LAP – tým byl předběhnut o kolo |    | |                                      |                                         |         |